# П'яні вовки (мультфільм)
«П'яні вовки» (рос. Пьяные волки) — радянський анімаційний фільм 1962 року Творчого об'єднання художньої мультиплікації студії Київнаукфільм, режисер — Іполит Лазарчук. Мультфільм озвучено російською мовою.
Екранізація віршованого фейлетону Степана Олійника.
Режисером Іполитом Лазарчуком. Автор сценарію: Степан Олійник. Художник-постановник: Євген Сивоконь (деякі сперечаються, що то В. Диман чи Л. Гриценко). Оператор: Григорій Островський. Композитор: Антон Муха. У ролях: Галина Бабенко, Олександр Райданов.

## Сюжет
Мультфільм розповідає про шкоду алкоголю. Самогонщик Кондрат влаштував свою «кухню» подалі від людських очей, у лісі. Коли він відучився, залишивши наповнену міцною вологою бочку, два вовки — молодий, зелений (він у фільмі дуже вдалий і розфарбований зеленою фарбою), і материй, сірий, — куштують варево, напиваються і п'яні мертві відразу засинають. Кондрат із прибутком. Він везе додому самогон та двох вовків, заздалегідь підраховуючи бариші.
Посередині села сплячі та прив'язані до воза вовки приходять до тями.
Переполох... Мчить воз із переляканим Кіндратом, якого кусають вовки, скачуть з невластивою ним швидкістю, впряжені в воз бики, і їх нарешті ледь наздоганяє міліцейська машина. Усі виявляються по належних місцях. Вовки – у клітці. Кіндрат-самогонник теж за ґратами.

## Над фільмом працювали
- Режисер: Іполит Лазарчук;
- Автор сценарію: Степан Олійник;
- Художник-постановник: Євген Сивокінь;
- Художники: В. Диман, Л. Гриценко;
- Мультиплікатори: Давид Черкаський, Адольф Педан, Оксана Ткаченко, Марк Драйцун, Л. Телятников, Борис Храневич, Е. Блащук, Володимир Гончаров;
- Оператор: Григорій Островський;
- Композитор: Антон Муха;
- Звукооператор: Ірина Чефранова;
- Ролі озвучували: Олександр Райданов, Галина Бабенко.